# Ilyodon lennoni
Ilyodon lennoni är en fiskart som beskrevs av Meyer och Foerster, 1983. Ilyodon lennoni ingår i släktet Ilyodon och familjen Goodeidae. IUCN kategoriserar arten globalt som livskraftig. Inga underarter finns listade i Catalogue of Life.